# Carcinops dominicana
Carcinops dominicana är en skalbaggsart som beskrevs av Sylvain Auguste de Marseul 1855. Carcinops dominicana ingår i släktet Carcinops och familjen stumpbaggar. Inga underarter finns listade i Catalogue of Life.